# Diamond Tour 2017
La 4e édition du Diamond Tour a eu lieu le 11 juin 2017. Elle fait partie de la Lotto Cycling Cup 2017 et du calendrier UCI en catégorie 1.1. L'épreuve est remportée par la Néerlandaise Nina Kessler.

## Parcours
Le parcours est constitué d'un grand tour de 22,5 km, suivi de huit tours de 14,4 km.

## Équipes
| Équipes féminines professionnelles (7)- Hitec Products - Lares-Waowdeals Women Cycling Team - Lensworld-Kuota - Lotto Soudal - Parkhotel Valkenburg-Destil Cycling Team - Sport Vlaanderen-Etixx - Valcar PBM Équipes nationales (2)- Belgique - Grande-Bretagne Équipe féminines amateur (15)- Autoglas Wetteren - d.velop cloud-cycle cafe ladies - Equano - Ford Ecoboost - Isorex - Jan van Arckel - Jos Feron - Keukens Redant - Kleur op maat - Maaslandster Veris CCN - Mat Atom Deweloper - Swaboladies,nl - Textielstad de Jonge Renner - Wielerclub de sprinters Malderen - Wsc Hoop op Zegen-Beveren |
| |

## Récit de la course
La course se conclut par un sprint massif remporté par Nina Kessler.

## Classements

### Classement final
| \| Classement général \| Classement général \| Classement général \| Classement général \| Classement général \| \| Coureuse \| Coureuse \| Pays \| Équipe \| Temps \| \| ------------------ \| ------------------ \| ------------------ \| -------------------------------- \| ------------------ \| \| 1re \| Nina Kessler \| Pays-Bas \| Hitec Products \| 3 h 22 min 00 s \| \| 2e \| Monique van de Ree \| Pays-Bas \| Lares-Waowdeals Women \| + 0 s \| \| 3e \| Chiara Consonni \| Italie \| \| + 0 s \| \| 4e \| Ilona Hoeksma \| Pays-Bas \| Hitec Products \| + 0 s \| \| 5e \| Eva Buurman \| Pays-Bas \| Parkhotel Valkenburg-Destil \| + 0 s \| \| 6e \| Élise Delzenne \| France \| Lotto Soudal Ladies \| + 0 s \| \| 7e \| Silvia Persico \| Italie \| Valcar PBM \| + 0 s \| \| 8e \| Valerie Demey \| Belgique \| Sport Vlaanderen-Etixx \| + 0 s \| \| 9e \| Aurore Verhoeven \| France \| Wielerclub de sprinters Malderen \| + 0 s \| \| 10e \| Claudia Jongerius \| Pays-Bas \| Keukens Redant \| + 0 s \| |                    |          |                                  |                 |
| |                    |          |                                  |                 |
| Source : Cycling Quotient |                    |          |                                  |                 |
| Classement général |                    |          |                                  |                 |
| Coureuse | Coureuse           | Pays     | Équipe                           | Temps           |
| 1re | Nina Kessler       | Pays-Bas | Hitec Products                   | 3 h 22 min 00 s |
| 2e | Monique van de Ree | Pays-Bas | Lares-Waowdeals Women            | + 0 s           |
| 3e | Chiara Consonni    | Italie   |                                  | + 0 s           |
| 4e | Ilona Hoeksma      | Pays-Bas | Hitec Products                   | + 0 s           |
| 5e | Eva Buurman        | Pays-Bas | Parkhotel Valkenburg-Destil      | + 0 s           |
| 6e | Élise Delzenne     | France   | Lotto Soudal Ladies              | + 0 s           |
| 7e | Silvia Persico     | Italie   | Valcar PBM                       | + 0 s           |
| 8e | Valerie Demey      | Belgique | Sport Vlaanderen-Etixx           | + 0 s           |
| 9e | Aurore Verhoeven   | France   | Wielerclub de sprinters Malderen | + 0 s           |
| 10e | Claudia Jongerius  | Pays-Bas | Keukens Redant                   | + 0 s           |

### Barème des points UCI
| Position,          | 1er | 2e | 3e | 4e | 5e | 6e | 7e | 8e | 9e | 10e | 11e | 12e | 13e | 14e | 15e | 16e | 17e | 18e |
| Classement général | 80  | 60 | 45 | 35 | 30 | 25 | 21 | 18 | 15 | 12  | 10  | 8   | 6   | 5   | 4   | 3   | 2   | 1   |

## Organisation
Le directeur de la course est Dirk Dillen.

## Prix
Quatre sprints intermédiaires attribuent 75, 50 et 25 € aux trois premières.

### Primes
L'épreuve attribue les primes suivantes :
| Position | 1er   | 2e    | 3e    | 4e    | 5e    | 6e    | 7e    | 8e    | 9e    | 10e  |
| Prix     | 379 € | 326 € | 272 € | 164 € | 152 € | 141 € | 130 € | 119 € | 109 € | 97 € |

La onzième place donne 87 €, la douzième 76 €, la treizième 66 €, la quatorzième 52 €, la quinzième place 42 €, et celles de seize à vingt 28 €.

## Liste des participantes
- Liste des participantes